# Jérôme Kerviel
Jérôme Kerviel (sinh ngày 11 tháng 1 năm 1977) là một cựu giao dịch viên chứng khoán làm cho Société Générale ở Paris. Kerviel là nhân vật chính trong vụ mua bán khống tương lai với khoản lỗ lên tới 4,9 tỉ euro (5.206.813.500 USD). Thiệt hại này, nếu được xác nhận về mặt pháp lý, sẽ là thiệt hại lớn nhất từng gây ra bởi một trader trong lịch sử ngành ngân hàng.
Jérôme Kerviel lớn lên ở Pont-l'Abbé, Bretagne. Mẹ ông là một thợ làm tóc, cha ông là một giáo viên trường dạy nghề.